# علوم التعلم
عُلُومُ التَّعَلُّمِ (بالإنجليزية: Learning sciences)‏ هو المجال المعني بالفهم النظري النقدي للتعلم، والمشاركة في تصميم وتنفيذ ابتكارات التعلم، وتحسين منهجيات التدريس. تركز أبحاث علوم التعلم تقليديًا على الأسس النظرية المعرفية-النفسية والاجتماعية-النفسية والثقافية-النفسية والنقدية للتعلم البشري، بالإضافة إلى التصميم العملي لبيئات التعلم. تشمل المجالات المساهمة الرئيسية العلوم الإدراكية وعلوم الحاسوب وعلم النفس التربوي وعلم الإنسان واللغويات التطبيقية. على مدار العقد الماضي، وسع باحثو علوم التعلم تركيزهم ليشمل بيئات التعلم غير الرسمية وطرائق التدريس وابتكارات السياسات وتصميم المناهج الدراسية.

## تعريف المجال
كنظام ناشئ، فإن علوم التعلم لا تزال في طور تعريف نفسها. ووفقاً لذلك فإن هوية هذا المجال متعددة الأوجه، ويختلف من مؤسسة لأخرى. مع ذلك، تلخص الجمعية الوطنية لعلوم التعلم المجال كالتالي: «الباحثون في المجال متعدد التخصصات لعلوم التعلم، من مواليد التسعينيات، درسوا التعلم كما يحدث في حالات من العالم الواقعي، وكيف يمكن تسهيل التعلم في بيئات مصممة -في المدرسة، عن بعد، في مكان العمل، في المنزل، وفي بيئات التعلم غير الرسمية-. ويمكن توجيه علوم التعلم من خلال نظريات التعلم البنائية، البنائية-الإجتماعية، الإجتماعية الثقافية والإجتماعية الإدراكية». 
تمتلك الجمعية الوطنية لعلوم التعلم عضوية كبيرة في جميع أنحاء العالم، تابعة إلى مجلتين عالميتين: مجلة علوم التعلم، والمجلة الدولية للتعلم التعاوني المدعوم بالحاسوب، وترعى مؤتمر التعلم التعاوني المدعوم بالحاسوب الذي يعقد مرة كل سنتين، والمؤتمر الدولي لعلوم التعلم في سنوات متعاقبة.
وعلى الرغم من الدراسات التجريبية المخططة والبحوث الدقيقة النوعية التي تم تطبيقها في علوم التعلم، يستخدم باحثوا علوم التعلم عادةً طرق بحث قائمة على التصميم. ويتم وضع تصوّر للتدخلات ثم تنفيذها في حاضنات طبيعية بهدف اختبار الصلاحية البيئية للنظرية السائدة، ولتطوير نظريات جديدة وأُطُر لتصوّر التعليم والتعلم، وعملية التصميم والإصلاح التربوي.
ويسعى بحث علوم التعلم إلى توليد مبادئ للممارسة، تفوق الملامح العملية للابتكار التعليمي بهدف حل مشاكل التعليم الحقيقية وإعطاء علوم التعلم الطابع التدخلي.

## التاريخ
ساهمت العديد من الأحداث الهامة في التطور الدولي لعلوم التعلم، ربما يعود التاريخ المبكر للثورة المعرفية. 
في الولايات المتحدة، بُذِل جهد مهم لإنشاء برنامج الدراسات العليا في علوم التعلم عام 1983، عندما اقترح جان هاوكينز وروي بيا برنامج مشترك بين جامعة بانك ستريت والمدرسة الجديدة للبحث الإجتماعي. يُدعى " علم النفس، التعليم والتكنولوجيا"، وحصل البرنامج على منحة تخطيط بدعم من مؤسسة ألفريد ب. سلُوان. 
قد يتطلب البرنامج في النهاية كٌلّيّة جديدة، رغم ذلك فإن المؤسسات المعنية لم تقم بإنشاء برنامج كهذا من قبل. 
وصول روجر شانك للجامعة الشمالية الغربية عام 1988، ساعدت في بدء معهد علوم التعلم عام 1991، وبدأت الجامعة الشمالية الغربية أول برنامج دكتوراة في علوم التعلم، الذي تم تصميمه وإطلاقه من قبل روي بيل كمديره الأول. وبدء البرنامج بقبول الطلاب عام 1992. وبعد أن أصبح بيا عميداً، حصل بريان ريزر على إدارة البرنامج. 
ومنذ ذلك الوقت، بدأ عدد من برامج الدراسات العليا عالية الجودة بالظهور حول العالم، ويستمر الإعتراف بالمجال كمجال مؤثر وابداعي في تصميم وبحث التعليم.
نُشرت مجلة علوم التعلم لأول مرة عام 1991، مع جانيت كولودنير كمُحررة مؤسِّسة، ثم ياسمين كافاي وسيندي هميلو-سيلفر كانتا المحررتين عام 2009، وبعدها أريس تاباك وجوشوا رادينسكي كانا المحررين عام 2013.
أما المجلة الدولية للتعلم التعاوني المدعوم بالحاسوب فأُنشِئت كمجلة مستقلة عام 2006، وتم تحريرها بواسطة غاري ستيل وفريدريك هيسّ. وبينما هذه المجلات لاتزال جديدة نسبياً في مجال بحوث التعليم، فقد تصاعدت بسرعة وتستمر بالوصول إلى مراتب عُليا في قطاع البحث التعليمي في تصنيفات عامل التأثير في مؤشر اقتباس العلوم الإجتماعية. 
استضاف معهد علوم التعلم أول مؤتمر دولي لعلوم التعلم في آب عام 1991 في الجامعة الشمالية الغربية (حُرِّر بواسطة لورنس بيرنبوم، ونُشر بواسطة AACE, لكنه لم يعد متاحاً).
وعقدت أول مقابلة تنعقد مرة كل سنتين ل ICLS أيضاً في الجامعة الشمالية الغربية عام 1994.
أنشأت الجمعية الوطنية لعلوم التعلم عام 2002. في عام 2021 تم لأول مرة دمج مؤتمري ICLS وكذلك CSCL ليعقدا كل عام معا تحت اسم ISLS، أي مجتمع علوم التعلم العالمي.

## الخصائص المميزة
بتكامل عدة مجالات، علوم التعلم توسعت إلى أبعد من مجالات أخرى وثيقة الصلة بطرق مميزة.
على سبيل المثال، تمتد علوم التعلم إلى ما وراء علم النفس، من حيث أنه يراعي أيضاً ويساهم في المناهج الإجتماعية، الأنثروبولوجية والحاسوبية لدراسة التعلُّم. وبالمثل، فإن علوم التعلم تستمد الإلهام من العلوم المعرفية، ويتم اعتبارها كفرع من فروع العلوم المعرفية. مع ذلك، فهي تعطي انتباهاً عملياً لتحسين التعليم من خلال الدراسة، التعديل، والإنشاء لتقنيات وبيئات تعلُّم، وعوامل متفاعلة وناشئة متنوعة من الممكن أن تؤثر على تعلُّم الإنسان.
العديد من باحثي علوم التعلم يوظفون منهجية البحث القائم على التصميم. والقبول المتصاعد لهذه المنهجية كوسيلة للدراسة، يُنظَر لها عادةً كعامل مهم يُميّز علوم التعلم من العديد من المجالات الأحرى التي تساهم فيه. وبتضمين البحث القائم على التصميم بداخل عُدّة الأدوات المنهجية خاصته، تُؤَهَّل علوم التعلم ك «علم تصميم»، مع خصائص مشتركة مع علوم التصميم الأُخرى التي تُوَظّف علم التصميم كالهندسة وعلم الحاسوب. 
وتُعتبر علوم التعلم من قبل البعض كالحصول على درجة من التداخل مع التصميم التعليمي أيضاً. رغم أنه تاريخياً، كلا المجتمعين قد جاء بطريقة مختلفة، وشدد في بعض الأحيان على برامج مختلفة للبحث، كما وُصِف في قضية خاصة في مجلة تكنولوجيا التعليم في 2004. 
ليس البحث القائم على التصميم الوحيد بأي حال من الأحوال في منهجية البحث المستخدمة في المجال، فالعديد من المنهجيات الأخرى -تشمل منهجيات النمذجة الحاسوبية، البحث التجريبي والشبه تجريبي والبحث النوعي غير التدخلي على النمط الإثروغرافي- كانت ولا زالت تُوَظّف في علوم التعلم.
في مجال علوم التعلم هناك تيارات مختلفة لدراسة كيفية تعلم الإنسان والأطر التي يحدث فيها هذا التعلم. الأمر الذي يمكن من تطوير مناهج بحث وطرق تدريس مختلفة سواء في المدرسة، الحياة اليومية، أو على الإنترنت. هذه التيارات تعتمد أيضا نظريات وطرق بحث مختلفة. من ضمن هذه التيارات: العلوم المعرفية الإدراكية، التعلم البنائي، التعلم الاجتماعي والثقافي، والنهج النقدي والسياسي لدراسة التعلم. في تاريخ علوم التعلم كمجال، كان هناك نقلة نوعية من توجهات اعتمدت دراسة الأفراد لإتاحة توجهات جديدة تتركز في الجوانب الاجتماعية والثقافية والسياسية للتعلم. من أسماء الباحثات اللواتي ساهمن بهذه النقلة: كارول لي، كريس غوتييرز، نائلة نصير، ميغان بانغ، سوسان جورو، وشيرين فوسوغي، وآخرون/يات.